# Campeonato de fútbol del sureste alemán
El Campeonato de fútbol del sureste alemán (en alemán: Südostdeutsche Fußball Meisterschaft) fue la liga de fútbol más importante de las provincias de Silesia y Posen y una de las ligas de primera división de Alemania desde 1906 hasta 1933.

## Historia
La liga fue creada en 1906 y en ella participaban los equipos de provincia de Alta Silesia, provincia de Baja Silesia y provincia de Posen, las caules conformaban el sureste de Alemania y que pertenecián al reino de Prusia.
Luego de que el Imperio alemán fuera derrotado y pasara a ser república en 1918 provocaron que la provincia de Posen pasara a ser parte de Polonia, así como parte de la provincia de Silesia que se repartió entre Polonia y Checoslovaquia, así como la parte este de la provincia de Alta Silesia que pasó a ser el Voivodato de Silesia.
El campeón lograba la clasificación al Campeonato Alemán de fútbol que en sus primeros años contó con la participación de cuatro equipos provenientes de las cuatro regiones que componían la provincia, siendo cinco en 1910 cuando Posen fue incluido y Oberlauzits en 1911 amplió la liga a seis participantes. Mantuvo el sistema de eliminación directa hasta que la liga fue cancelada en 1914 por la Primera Guerra Mundial.
El campeonato fue reanudado en 1920 bajo el sistema de eliminación directa, que bajó a seis equipos al año siguiente luego de que los equipos de la Provincia de Posen abandonaran la liga luego de que la provincia fuera anexada a Polonia. En 1923 abandonaron la liga los equipos de Katowice luego de que se anexaran a Polonia. En 1925 aumentó la cantidad de equipos a seis y en 1926 aumentó a siete, con la variante de que el subcampeón a partir de 1925 lograba también la clasificación al campeonato nacional.
En 1927 pasaron a ser ocho participantes, pero en 1929 bajó a cinco equipos pero el sistema de competición cambió a uno de liga todos contra todos a visita recíproca. En 1930 se amplió a seis participantes y mantuvo el sistema de competición hasta 1933.
La liga desaparece en 1933 luego de que los nazis tomaran el comtrol de Alemania y reemplazaran el campeonato por la Gauliga Schlesien.

## Lista de Campeones
| Temporada | Campeón               | Finalista                    | Resultado  |
| 1906      | SC Schlesien Breslau  | FV Brandenburg Cottbus       | 3-1        |
| 1907      | SC Schlesien Breslau  | TuFC Britannia Cottbus       | 2-1        |
| 1908      | VfR 1897 Breslau      | FC Preußen Kattowitz         | 5-2        |
| 1909      | SC Alemannia Cottbus  | FC Preußen Kattowitz         | 3-2        |
| 1910      | VfR 1897 Breslau      | FC Askania Forst             | 3-1        |
| 1911      | FC Askania Forst      | SC Germania Breslau          | 3-2 / 3-0  |
| 1912      | ATV Liegnitz          | SC Germania Breslau          | 5-1        |
| 1913      | FC Askania Forst      | FC Preußen Kattowitz         | 1-2 / 4-0  |
| 1914      | FC Askania Forst      | Sportfreunde Breslau         | 3-1        |
| 1915      | No se jugó            | No se jugó                   | No se jugó |
| 1916      | No se jugó            | No se jugó                   | No se jugó |
| 1917      | No se jugó            | No se jugó                   | No se jugó |
| 1918      | No se jugó            | No se jugó                   | No se jugó |
| 1919      | No se jugó            | No se jugó                   | No se jugó |
| 1920      | Sportfreunde Breslau  | FC Viktoria Forst            | 6-2        |
| 1921      | Sportfreunde Breslau  | FC Viktoria Forst            | 2-1 aet    |
| 1922      | Sportfreunde Breslau  | not determined               | N/A        |
| 1923      | Sportfreunde Breslau  | Beuthener SuSV 09            | 2-0        |
| 1924      | Sportfreunde Breslau  | FC Viktoria Forst            | N/A        |
| 1925      | FC Viktoria Forst     | Breslauer SC 08              | 1-0        |
| 1926      | Breslauer SC 08       | FC Viktoria Forst            | 0-0 / 3-1  |
| 1927      | Sportfreunde Breslau  | Breslauer FV 06              | 6-0        |
| 1928      | Breslauer SC 08       | Sportfreunde Breslau         | N/A        |
| 1929      | SC Preußen Hindenburg | Breslauer SC 08              | N/A        |
| 1930      | Beuthener SuSV 09     | Sportfreunde Breslau         | N/A        |
| 1931      | Beuthener SuSV 09     | Breslauer FV 06              | N/A        |
| 1932      | Beuthener SuSV 09     | Breslauer SC 08              | N/A        |
| 1933      | Beuthener SuSV 09     | Vorwärts-Rasensport Gleiwitz | N/A        |

## Títulos por equipo
| Club                  | Títulos | Años                              |
| --------------------- | ------- | --------------------------------- |
| Sportfreunde Breslau  | 6       | 1920, 1921,1922, 1923, 1924, 1927 |
| Beuthen 09            | 4       | 1930, 1931, 1932, 1933            |
| FC Askania Forst      | 3       | 1911, 1913, 1914                  |
| VfR 1897 Breslau      | 2       | 1908, 1910                        |
| Breslauer SC 08       | 2       | 1926, 1928                        |
| SC Schlesien Breslau  | 1       | 1907                              |
| SC Alemannia Cottbus  | 1       | 1909                              |
| ATV Liegnitz          | 1       | 1912                              |
| FC Viktoria Forst     | 1       | 1925                              |
| SC Preußen Hindenburg | 1       | 1929                              |